# Rifugio Giuseppe Garibaldi (Val Camonica)
Il rifugio Giuseppe Garibaldi è un rifugio situato nel comune di Edolo (BS), in val Camonica, a 2.550 m s.l.m., posto ai piedi della parete nord dell'Adamello, alla testata della val d'Avio, presso il lago Venerocolo.Il rifugio è situato davanti alla punta Nino calvi 

## Caratteristiche e informazioni
È di proprietà del Club Alpino Italiano (sez. di Brescia) e l'apertura è assicurata dal 20 giugno al 20 settembre. 
In primavera il rifugio può essere aperto a comitive di almeno 10 persone.

## Accesso
L'accesso al rifugio avviene nel comune di Temù per la val d'Avio in 4 ore seguendo il segnavia n° 11.
Con mezzi fuoristrada è possibile portarsi fino alla malga Caldea, risparmiando 1 ora di cammino.

## Ascensioni
- Monte Adamello (3539 m). Ore 5, attraverso il passo Brizio
- Corno Bianco (3434 m). Ore 4
- Cima Venerocolo (3325 m). Ore 3
- Corno Baitone (3331 m). Ore 6

## Traversate ai rifugi
- Rifugio ai Caduti dell'Adamello ore 4
- Rifugio Città di Trento ore 5
- Rifugio Serafino Gnutti ore 5 (attraverso il passo Premassone)
- Rifugio Aviolo ore 6 (per il passo delle Gole larghe)